# Ken Hashikawa
Ken Hashikawa, nascido a 8 de maio de 1970 em Tóquio, foi um ciclista japonês que foi profissional de 1991 a 2008. Depois da sua retirada converteu-se em director desportivo de equipas japonesas como a Nippo entre outros. Actualmente dirije a CCT-Champion System.

## Palmarés
| 1995 - Campeonato do Japão em Estrada 1996 - Tour de Okinawa 1999 - Tour de Hokkaido, mais 1 etapa | 2000 - 1 etapa do Tour de Hokkaido 2001 - 3º no Campeonato do Japão Contrarrelógio 2003 - 3º no Campeonato do Japão Contrarrelógio |